# Cratere Downe
Downe  è un cratere sulla superficie di Marte.